# Swingsters
Swingsters är en svensk musikgrupp. Bandet grundades under tidigt 1970-tal av Lars "Sumpen" Sundbom under namnet Sumpens Swingsters och spelade då traditionell New Orleansjazz. Medlemmarna har varierat genom åren. Repertoaren har under åren breddats med bland annat ragtime, blues, rhythm’n’blues. Bandet har även västindiska biguiner, valser och mazurkor samt calypso och ska på repertoaren. Omslagen till bandets CD- och LP-skivor har formgivits av Jan Lööf.
Sundbom (född 1943) var på 1980-talet kyrkoherde i Floda församling i Södermanland. Han har senare varit komminister i Blidö församling. År 1983 medverkade Sumpens Swingsters i TV-programmet Nöjesmaskinen. År 1982 tog Sundbom, som sedan föregående år varit kyrkoherde i Floda, initiativ till årliga jazzkonserter i Floda kyrka med bl.a. den brittiske saxofonisten Sammy Rimington. Sundbom har senare flera gånger återvänt till Floda kyrka - bl.a. med sin nya grupp Sumpens Jazzänglar. Sundboms tidigare hustru Gunilla Drotz har i två perioder också varit kyrkoherde i Floda.
Sundbom har en roll i filmen Stockholm Boogie.

## Medlemmar och f d medlemmar
- Lars Sundbom, kornett, trumpet, banjo
- Christer "Cacka" Ekhé (trumpet, klarinett, saxofon & sång)
- Bob McAllister (trombon, steel pans & sång)
- Tord Larsson (sax & klarinett)
- Göran Schultz (piano & sång)
- Christer Wijkström (banjo)
- Nils "Kulan" Rehman (bas & sång)
- Krister Ohlsson (trummor & slagverk)
- Slim Notini, piano

## Diskografi

### Sumpens Swingsters
Äppelträdet Singel 1972
Jag tycka dig Singel 1972
- Sumpens Swingsters sista skiva (LP 1972, CD 2012, tillgänglig på  WiMP)
- Hemma hos Sumpen (LP 1979)
- Sumpfeber (LP 1981)
- Jazz och Poesi - Gunnar Harding och Sumpens Swingsters (LP 1982)
- Valse d'Amour (LP 1984)
- Live at Stampen (2 kassettband, 1989)
- Tjacka cykel - Gösta Engström & Sumpens Swingsters (Mini-CD,1993)

### Swingsters
- Street Jazz live from Österlånggatan (kassettband, 1995)
- Root Bag (CD, 1998)
- Select Tango (CD, 2002)
- Creole Belles (CD, 2004)

## Sumpens Swingsters medverkan på andra artisters skivor
- Bernt Staf: Vår om Du vill (LP, 1976)